# Bogumiła Jung
Bogumiła Jung (ur. 1961) – polska designerka, projektantka wnętrz, profesor sztuk plastycznych.

## Życiorys
Absolwentka Liceum Plastycznego im. Piotra Potworowskiego w Poznaniu (1981). Studia odbyła w Państwowej Wyższej Szkole Sztuk Plastycznych w Poznaniu na Wydziale Architektury Wnętrz i Wzornictwa Przemysłowego, uzyskując dyplom w 1986 pod kierunkiem prof. Rajmunda Hałasa.
Członkini Związku Polskich Artystów Plastyków oraz Stowarzyszenia Projektantów Form Przemysłowych – od 2005 wiceprezeska Zarządu SPFP, a w latach 2013–2019 – prezeska. W 2004 uczestniczyła w pracach komisji klasyfikacyjnej na „4. Międzynarodowym Biennale Projektowania” w Saint-Étienne. Jurorka konkursu „5. Biennale Sztuki Projektowania. Stół” Kraków 2003/2004 oraz kilkakrotnie konkursu „Dobry Wzór” – organizowanego przez Instytut Wzornictwa Przemysłowego w Warszawie oraz konkursu „Top Design” na arenaDESIGN, a także trzykrotnie konkursów „Śląska Rzecz".
Jej prace znajdują się m.in. w Muzeum Narodowym w Warszawie.
Obecnie jest profesorem w Uniwersytecie Artystycznym w Poznaniu i kierowniczką Pracowni Designu Inspirującego, w Katedrze Designu, na Wydziale Architektury  i Wzornictwa. W kadencji 2016–2020 pełniła funkcję prorektora UAP ds. kontaktów zewnętrznych, ponownie wybrana na kadencję 2020–2024. 
Członkini Centralnej Komisji do Spraw Stopni i Tytułów. W latach 2001–2007 profesor w Politechnice Koszalińskiej na kierunku wzornictwo.